# Lloyd Walton
Lloyd Walton (Chicago, Illinois, 23 de noviembre de 1953) es un exjugador de baloncesto estadounidense que disputó cinco temporadas en la NBA. Con 1,83 metros de estatura, jugaba en la posición de base.

## Trayectoria deportiva

### Universidad
Tras pasar un año en el Moberly Junior College, jugó durante tres temporadas con los Golden Eagles de la Universidad de Marquette, en las que promedió 11,6 puntos, 5,2 asistencias y 2,5 rebotes por partido.

### Profesional
Fue elegido en la cuadragésima posición del Draft de la NBA de 1976 por Milwaukee Bucks, donde jugó cuatro temporadas, todas ellas como suplente, siendo la más destacada la 1978-79, en la que promedió 5,0 puntos y 4,7 asistencias por partido.
Tras finalizar contrato con los Bucks, en 1980 fichó por los Kansas City Kings, con los que jugó una última temporada como profesional, promediando 3,4 puntos y 3,4 asistencias por partido.

## Estadísticas de su carrera en la NBA

### Temporada regular
| Temporada | Edad | Equipo            | Liga | P   | TIT | MIN  | TC  | TCA | %TC  | 3P  | 3PA | %3P  | TL  | TLA | %TL  | R.OF. | R.DEF. | REB | ASIS | ROB | TAP | PER | FP  | PTS |
| 1976-77   | 23   | Milwaukee Bucks   | NBA  | 53  |     | 12.8 | 1.7 | 3.5 | .468 |     |     |      | 1.0 | 1.2 | .815 | 0.3   | 0.7    | 1.0 | 2.7  | 0.8 | 0.0 |     | 1.0 | 4.3 |
| 1977-78   | 24   | Milwaukee Bucks   | NBA  | 76  |     | 16.6 | 2.0 | 4.5 | .448 |     |     |      | 0.7 | 1.1 | .651 | 0.3   | 0.7    | 1.0 | 3.3  | 1.0 | 0.2 | 1.4 | 1.2 | 4.8 |
| 1978-79   | 25   | Milwaukee Bucks   | NBA  | 75  |     | 18.4 | 2.1 | 4.4 | .480 |     |     |      | 0.8 | 1.2 | .678 | 0.5   | 0.9    | 1.4 | 4.7  | 1.0 | 0.1 | 1.6 | 1.4 | 5.0 |
| 1979-80   | 26   | Milwaukee Bucks   | NBA  | 76  |     | 16.4 | 1.4 | 3.2 | .455 | 0.0 | 0.0 | .333 | 0.6 | 0.9 | .690 | 0.4   | 0.8    | 1.2 | 3.8  | 0.6 | 0.0 | 1.5 | 0.9 | 3.6 |
| 1980-81   | 27   | Kansas City Kings | NBA  | 61  |     | 13.5 | 1.5 | 3.6 | .413 | 0.0 | 0.0 | .000 | 0.4 | 0.5 | .788 | 0.2   | 0.6    | 0.8 | 3.4  | 0.5 | 0.0 | 1.3 | 0.7 | 3.4 |
| Total     |      |                   | NBA  | 341 |     | 15.8 | 1.8 | 3.9 | .454 | 0.0 | 0.0 | .250 | 0.7 | 1.0 | .711 | 0.4   | 0.7    | 1.1 | 3.6  | 0.8 | 0.1 | 1.5 | 1.1 | 4.2 |

### Playoffs
| Temp.   | Edad | Equipo            | Liga | P  | MIN | TCA | TC | 3PA | 3P | TLA | TL | R.OF. | REB | ASIS | ROB | TAP | PER | FP | PTS | %TC  | %3P  | %FT  | MIN  | PTS | REB | AST |
| 1977-78 | 24   | Milwaukee Bucks   | NBA  | 9  | 124 | 17  | 35 |     |    | 8   | 13 | 1     | 4   | 37   | 8   | 3   | 14  | 8  | 42  | .486 |      | .615 | 13.8 | 4.7 | 0.4 | 4.1 |
| 1979-80 | 26   | Milwaukee Bucks   | NBA  | 1  | 4   | 0   | 1  | 0   | 0  | 0   | 0  | 0     | 1   | 1    | 0   | 1   | 1   | 0  | 0   | .000 |      |      | 4.0  | 0.0 | 1.0 | 1.0 |
| 1980-81 | 27   | Kansas City Kings | NBA  | 8  | 73  | 4   | 15 | 0   | 1  | 3   | 4  | 3     | 7   | 19   | 4   | 0   | 9   | 6  | 11  | .267 | .000 | .750 | 9.1  | 1.4 | 0.9 | 2.4 |
| Total   |      |                   | NBA  | 18 | 201 | 21  | 51 | 0   | 1  | 11  | 17 | 4     | 12  | 57   | 12  | 4   | 24  | 14 | 53  | .412 | .000 | .647 | 11.2 | 2.9 | 0.7 | 3.2 |